# Sonigama
Sonigama (nep. सोनिगामा) – gaun wikas samiti w środkowej części Nepalu w strefie Dźanakpur w dystrykcie Dhanusa. Według nepalskiego spisu powszechnego z 2011 roku liczył on 1243 gospodarstwa domowe i 6902 mieszkańców (3551 kobiet i 3351 mężczyzn).